# Rolnik ryczałtowy
Rolnik ryczałtowy – pojęcie zdefiniowane w art. 2 pkt 19 ustawy o podatku od towarów i usług, gdzie rozumie się przez to rolnika dokonującego dostawy produktów rolnych pochodzących z własnej działalności rolniczej lub świadczącego usługi rolnicze, korzystającego ze zwolnienia od podatku VAT (niebędącego podatnikiem czynnym VAT) z wyjątkiem rolnika obowiązanego na podstawie odrębnych przepisów do prowadzenia ksiąg rachunkowych.
Podmioty gospodarcze nabywające towary od takiego rolnika (jako nabywcy towarów) są zobowiązane wystawić dokument zakupu zwany w ww. ustawie faktura VAT RR. Rolnik ryczałtowy dokonujący dostawy produktów rolnych lub świadczący usługi rolnicze, może zrezygnować z tego zwolnienia pod warunkiem dokonania zgłoszenia rejestracyjnego jako podatnika czynnego VAT.
Rolnik, który zrezygnował ze zwolnienia od podatku i w konsekwencji stał się czynnym podatnikiem VAT, może po upływie 3 lat od daty rezygnacji ze zwolnienia ponownie skorzystać ze zwolnienia (zrezygnować ze statusu czynnego podatnika VAT). Zwolnienie to obowiązuje pod warunkiem pisemnego zawiadomienia naczelnika urzędu skarbowego przed początkiem miesiąca (kwartału), od którego podatnicy ci ponownie chcą skorzystać ze zwolnienia.